# Tanaostigma bennetti
Tanaostigma bennetti är en stekelart som beskrevs av Lasalle 1987. Tanaostigma bennetti ingår i släktet Tanaostigma och familjen Tanaostigmatidae. Inga underarter finns listade i Catalogue of Life.